# KV7
La KV7 és la tomba del faraó de la dinastia XIX Ramsès II, també conegut arreu com a Ramsès el Gran. Està situada a l'entrada del uadi principal de la Vall dels Reis (Tebes, avui Luxor), just davant de la KV5, la tomba comuna dels fills d'aquest faraó.

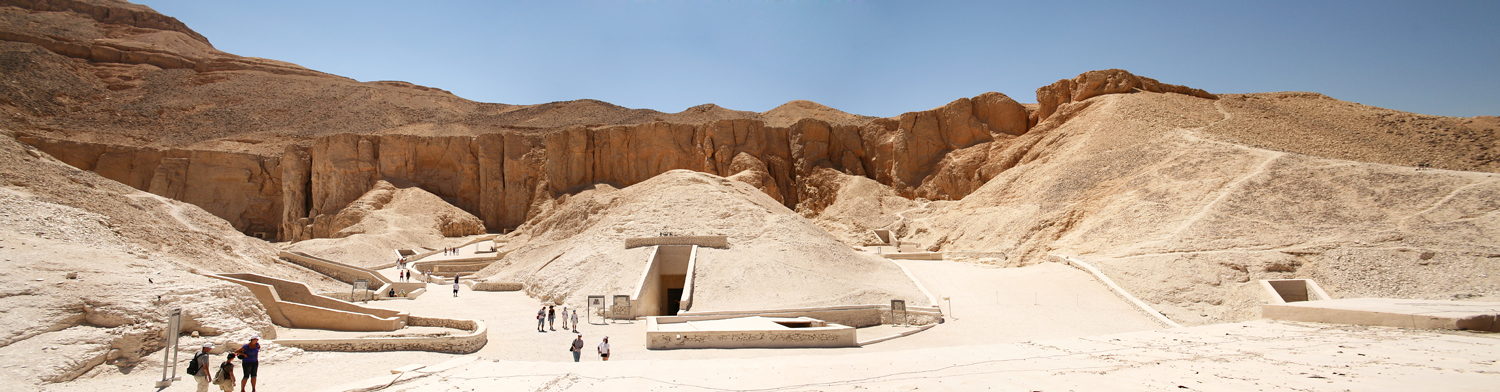
Vista de la Vall Oriental, a la dreta de la foto, l'entrada a la KV7, al centre la KV62 (davant) i la KV9 (darrera) i a l'esquerra la KV10 (primer terme)

La tomba està molt malmesa per les inundacions periòdiques a la Vall. Actualment s'està acabant d'excavar i s'hi realitzen treballs de conservació en un projecte conjunt amb el d'excavació i conservació del Ramesseum, el temple funerari de Ramsès II a la necròpolis tebana.

## La tomba a l'època de Ramsès
El faraó la va començar a construir en algun moment abans del seu segon any de regnat, possiblement durant el temps en què va actuar de co-regent amb son pare, Seti I. Això s'ha descobert pel fet que la tomba, a l'entrada, està designada per a «User-Maat-Re» i no per a «User-Maat-Re Setep-En-Re», el nom de coronació de Ramsès II, Ramsès va dur el primer nom durant el temps de corregència i durant el primer any i escaig del seu regnat, després, a partir del segon any, emprà sempre el segon nom.
Es desconeix exactament quant de temps es va trigar a construir-la, però devien ser entre deu i dotze anys. No se n'ha trobat gaire documentació de l'època, sí que s'han trobat en canvi diversos textos i notes (ostraca) dels treballadors de Deir el-Medina sobre una gran tomba que s'estava construint sota les ordres del faraó, per les característiques que esmenten aquests documents segurament es tracti de la KV5 i no de la KV7.

### Saquejos
La tomba va ser saquejada diverses vegades durant la història, també ha estat vandalitzada repetidament i s'hi poden trobar graffitis d'època grecoromana i posteriors. Segons el Papir de la Vaga de Torí (any 29 de Ramsès III), on es parla de la primera vaga coneguda de la història, van haver diversos intents de pillatge d'aquesta tomba i de la KV5 en aquella època.

## Descripció

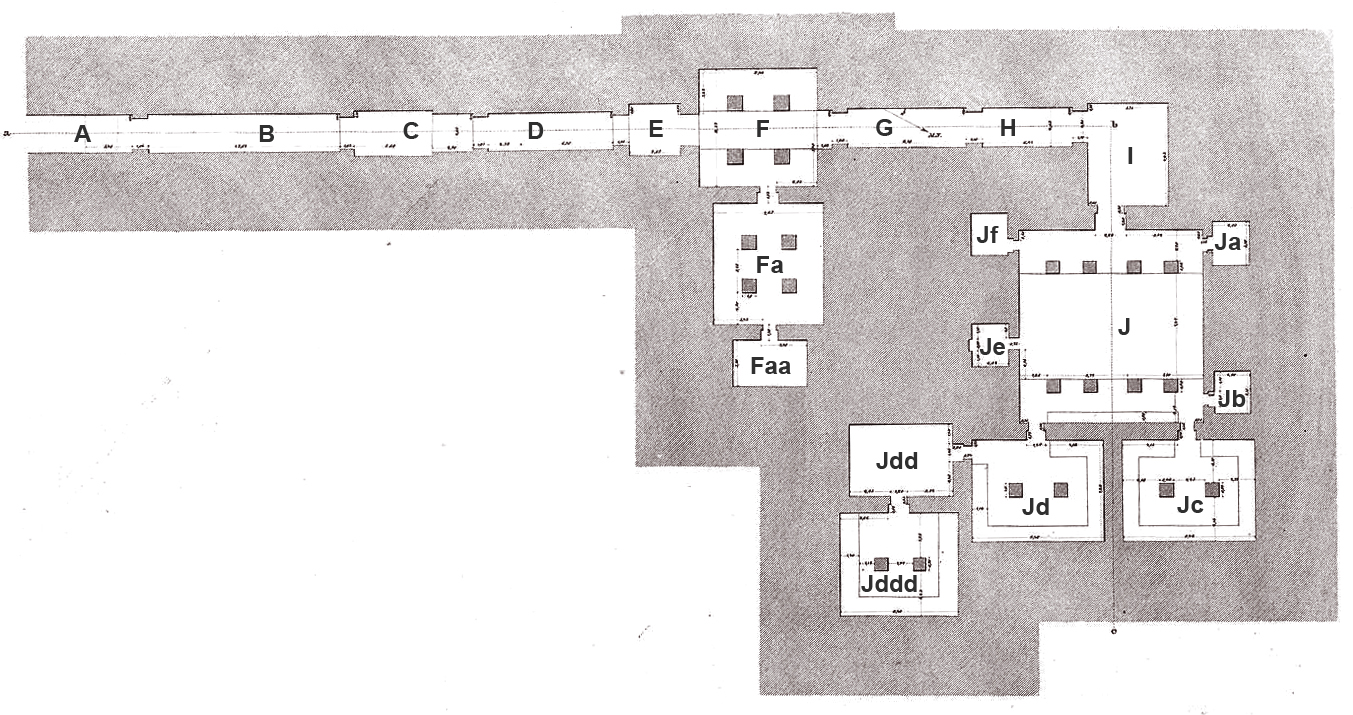
Planta de la tomba. Dibuix de Lepsius.

La tomba, orientada al nord-oest, està situada a la part baixa central del uadi principal de la Vall Oriental, relativament a prop de l'edifici de recepció turística. Al davant té la KV5, la KV6 i la KV55. És una de les tombes més grans de la Vall, amb 868 metres quadrats de superfície i una llargada total de 168 metres. L'alçada màxima dels sostres és de 5,82 metres. El disseny de l'estructura de la tomba representa un retorn al sistema constructiu de la dinastia anterior (dinastia XVIII), ja que s'oblida de l'eix recte de les tombes reials de l'època i de les posteriors, i s'escull un disseny amb angle (doble angle) sobre l'eix principal. Coincideix amb les tombes del període ramèssida en la localització (part baixa de la Vall) i en l'angle de descens de les cambres i corredors, molt suau si el comparem amb les tombes de la dinastia anterior (vegeu, per exemple: KV20 o KV35).
S'entra per una gran obertura que conté unes escales descendents ("A" al dibuix de Lepsius), aquestes escales continuen dins d'un corredor que es compon de tres seccions o corredors secundaris, l'entrada ("B"), el final del primer tram ("C") i el segon tram ("D") del corredor tenen escales a dreta i esquerra, i una rampa central, segurament per a traslladar el sarcòfag i les peces grans de l'aixovar funerari. Després d'aquest correder, hi ha el pou funerari ("E") que desemboca en una sala amb quatre pilars ("F"). Aquesta sala dona accés, per una porta a la paret de la dreta (nord-est), a una segona sala ("Fa"), secundària, també amb quatre pilars, que mena a una tercera sala ("Faa"), sense pilars, també situada a la dreta de les anteriors. Des de la primera sala amb pilars, i seguint l'eix principal, una escala amb rampa central que travessa la sala du, passant per un corredor amb dues seccions ("G" i "H"), fins a la part més fonda de la tomba. Al final d'aquest corredor trobem una sala ("I") on es produeix el canvi d'eix, en direcció al nord-est (dreta de l'eix principal). Al fons de la cambra, a la dreta de l'eix principal, una porta dona accés a la cambra funerària ("J"), la cambra més gran de la tomba, que està dividida en tres àrees ben diferenciades: els laterals (sud-oest i nord-est), de forma rectangular allargada, queden separats del cos central per unes fileres de pilars (una filera a cada banda), per l'estructura dels sostres, pla als laterals i de volta al cos central, i el nivell del terra, que a la part central queda situat en un nivell inferior al qual s'accedeix mitjançant dues escales situades cadascuna entre els dos pilars centrals de cada lateral. Hi ha dues escales d'accés més, més estretes que les anteriors, a la banda de la paret nord-est, entre l'últim pilar de cada lateral i aquesta paret.
La cambra funerària també fa de distribuidor entre una sèrie de vuit cambres laterals o secundàries ("Ja" a "Jddd"), tres d'elles, les més grans, tenen dos pilars a dins i les altres no en tenen cap, aquestes cambres amb pilars també tenen un banc o repeu que envolta les parets oest, nord-est i sud-est de cada cambra. La cambra funerària també té bancs a totes quatre parets. La primera de les cambres secundàries ("Ja") queda a l'esquerra (nord, nord-oest) de la porta d'entrada de la cambra funerària, al fons del primer lateral de la cambra (sud-oest); a l'altra banda de la cambra, al fons del segon lateral (nord-est) i apuntant cap al nord, trobem la segona cambra lateral ("Jb"); davant de la porta d'entrada, prop de l'entrada a la cambra "Jb", trobem l'accés a la primera de les tres cambres secundàries amb pilars ("Jc"), a la dreta d'aquesta cambra, al fons del lateral nord-est, trobem la segona cambra secundària amb pilars ("Jd"). Aquesta cambra mena a dues cambres més, l'entrada de la primera d'aquestes dues cambres ("Jdd") és a la dreta de l'entrada de la cambra "Jd", mentre que l'entrada a la segona cambra, aquesta darrera amb pilars ("Jddd") és al centre de la paret del fons (nord-est) de la cambra anterior, la "Jdd". Tornant a la cambra funerària, trobem dues cambres secundàries més, la porta de la primera ("Je") queda a la paret esquerra (respecte a la porta d'entrada de la cambra funerària, paret sud-est) de la porta d'entrada, al sud-est del cos central. També a l'esquerra de la porta d'entrada, al fons del lateral sud-oest, més o menys davant per davant de la cambra "Ja", trobem la darrera cambra secundària, la "Jf". Davant de l'entrada de la cambra "Je" hi ha unes escales que baixen fins al terra del cos central de la cambra funerària ("J").

### Decoració

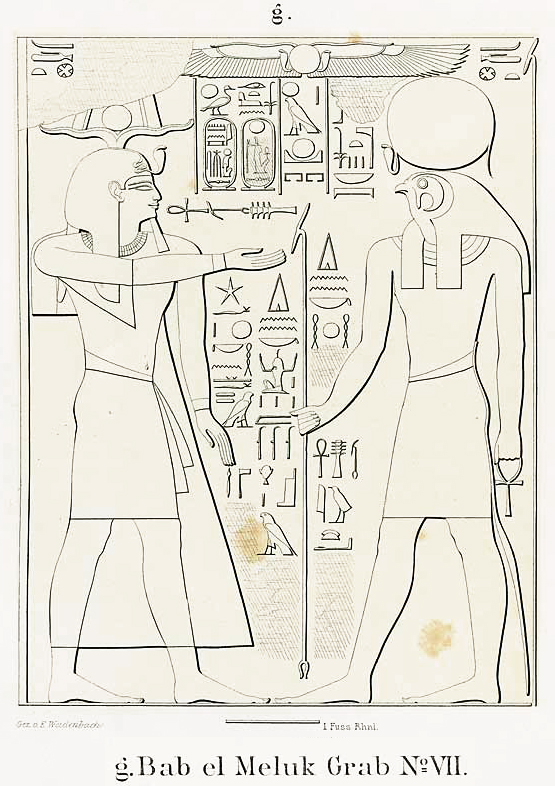
Reproducció d'un dels relleus de la tomba. De l'obra Denkmaeler aus Aegypten und Aethiopien.

La decoració de la tomba pràcticament ha desaparegut, queden restes entre la runa i a les parets. Originalment era molt semblant a la de la tomba KV17 de Seti I, el pare de Ramsès II. Les figures i les inscripcions estan realitzades en baix relleu i relleu enfonsat.
Taula que descriu la temàtica de les decoracions segons la zona on estan situades (cambra o passadís), amb la nomenclatura emprada a la descripció i al dibuix de Lepsius:

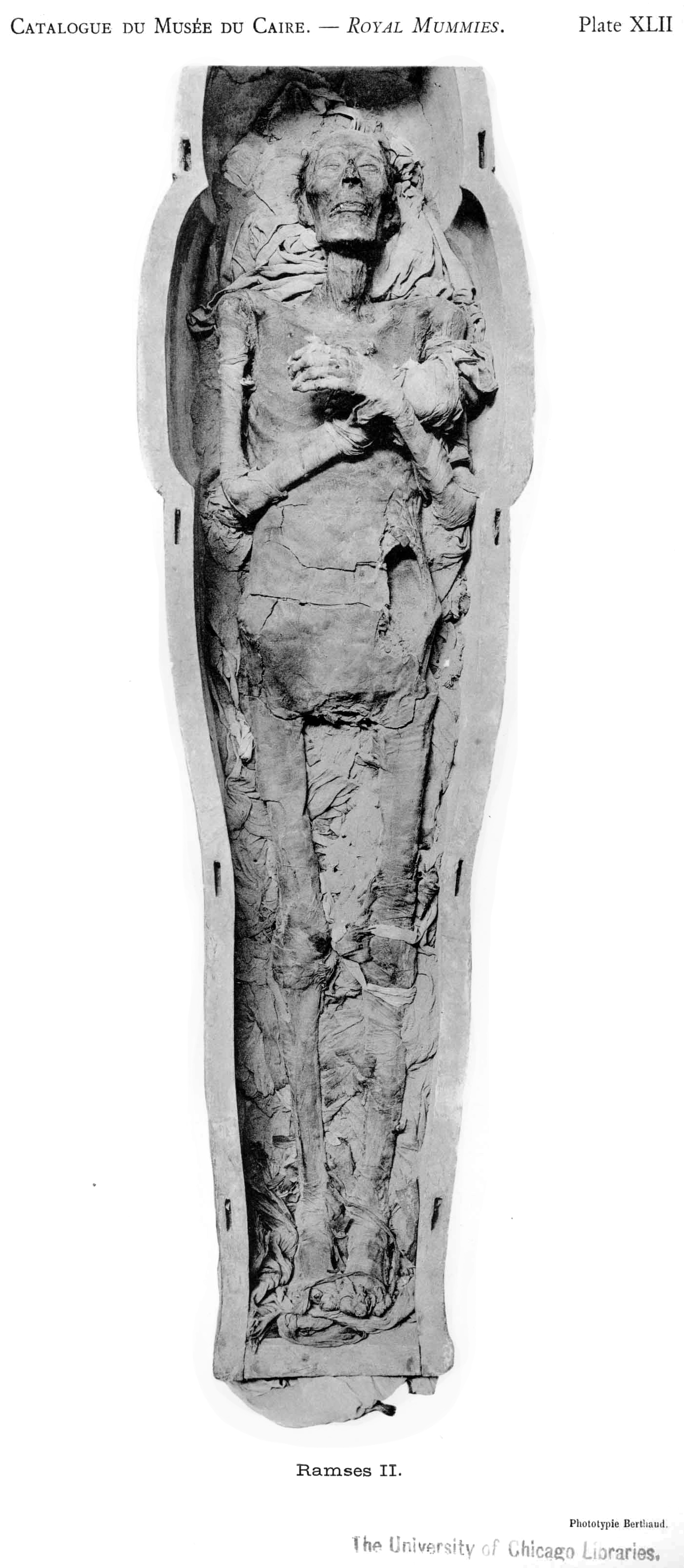
Mòmia de Ramsès II. Museu Egipci del Caire.

| Decoració                          | Zona | Comentaris                                                                                            |
| ---------------------------------- | --- | --- |
| Llibre de les Portes               | Cambra funerària "J" i cambres "Ja" i "Jd" | . |
| Llibre dels morts                  | Corredor "C", cambres "I" i "Jddd" | . |
| Llibre de la Vaca Celestial        | Cambra "Jf" | . |
| Amduat                             | Corredor "D", pou funerari "E", cambra funerària "J" i cambres "Jb", "Jc", "Jd" i "Je" | És rar trobar decoracions complexes als pous funeraris dels hipogeus de la Vall.                      |
| Lletania de Ra                     | Corredors "B" i "C" i porta del corredor "C" | Les entrades a les cambres i/o corredors tenen una fondària d'entre 40 cms i un metre aproximadament. |
| Ritual d'obertura de la boca       | Corredors "G" i "H" i porta del corredor "H" | . |
| Els morts i els déus               | Corredor "B", porta del corredor "D", pou funerari "E", cambra "I", porta de la cambra "I", cambra funerària "J", porta de la cambra funerària "J", portes de les cambres "Ja", "Jddd", "Je" i cambres "Jc", "Jd", "Jdd", "Jddd", "Je" | . |
| Representació d'objectes funeraris | Cambra funerària "J" i cambra "Jdd" | . |

## Excavació i conservació
La tomba està molt malmesa per les inundacions degudes a pluges torrencials que van omplir la tomba amb tones de runa i brossa. Diversos exploradors i egiptòlegs van intentar entrar-hi i alguns desenrunar-la, però no va ser fins a final del segle xx que es va aconseguir netejar-la i iniciar un procés de conservació.
L'anglès Richard Pococke va entrar a la tomba el 1737, igual que alguns membres de l'Expedició Napoleònica el 1799. Henry Salt, el col·leccionista i cònsol britànic, va buidar part de la runa i sorra de la tomba per primera vegada en temps moderns cap al 1817, posteriorment, Champollion, en la seva visita a Egipte després de desxifrar la base dels jeroglífics, el 1829, va repetir la feina feta per Salt. Entre el 1844 i el 1845 Lepsius va poder arribar al fons de la tomba i fer-ne un croquis precís arrossegant-se per entre els forats de la runa que encar l'omplia, també va saber endevinar l'existència de dues sales que encara romanien soterrades l'any 2000.
A principi del segle xx, l'americà Theodore Davis va aconseguir la concessió de les excavacions a la Vall dels Reis, l'egiptòleg Harry Burton encapçalava el seu equip. Tots dos van excavar la KV7 durant la temporada 1913-14, posteriorment Howard Carter també la va excavar (1917-21). D'aquella època són els mobles que ara formen part de les col·leccions egípcies del Metropolitan Museum of Art (MET) a Nova York i del Museu Britànic a Londres.
El 1993, un equip dirigit per Christian Leblanc, va començar a netejar la tomba del faraó. Els treballs de desenrunament i conservació formaven part d'un projecte de la Mission Archéologique Française de Thèbes-Ouest en el qual s'inclouen també el Ramesseum (des del 1991), la Vall de les Reines (des del 1984), les tombes de la Vall dels Nobles dels funcionaris i altres alts càrrecs de l'època de Ramsès II que gestionaven el Ramesseum (des del 1995) i, finalment el 2001, també s'hi va incloure la KV8, la tomba del 13è fill i successor de Ramsès, Merenptah. En el projecte també hi havia participat des del principi Hellouin de Cénival, que va ser rellevat per Christiane Ziegler en jubilar-se, el 1994.

## La mòmia
La mòmia del faraó es va trobar el 1881 a l'amagatall de mòmies reials de Deir el-Bahari, la tomba familiar del Summe Sacerdot d'Amon Pinedjem II anomenada avui dia TT320. Després de ser enterrat a la KV7, el cadàver va ser traslladat a la KV17, la tomba de Seti I, i després a l'amagatall de Deir el-Bahari.